# Грабен

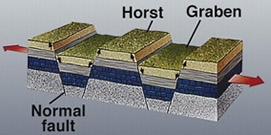

Гра́бен (нем. Graben — ров, канава) — дислокация, участок земной коры, опущенный относительно окружающей местности по крутым или вертикальным тектоническим разломам.
Длина грабенов достигает сотен километров при ширине в десятки и сотни километров. Грабены обычно образуются в зонах растяжения земной коры (рифтовых зонах).
Величайшая система грабенов в Восточной Африке находится вдоль озёр Виктория, Ньяса, Танганьика. Крупнейшее пресноводное озеро на Земле, Байкал, также находится в грабене.
Крупнейшими грабенами в Солнечной системе являются долины Маринера на Марсе, образовавшиеся в результате тектонических процессов в вулканической провинции Фарсида.